# Masters de tennis féminin 1977
Le Masters de tennis féminin est un tournoi de tennis professionnel féminin. L'édition 1977, classée en catégorie Masters, se dispute à New York du 24 mars 1977 au 27 mars 1975.
Chris Evert remporte le simple dames. En finale, elle bat Sue Barker, décrochant à cette occasion le 70e titre de sa carrière sur le circuit WTA.

## Primes et points
| Tour           | Prime    | Points |
| -------------- | -------- | ------ |
| Victoire       | 50 000 $ |        |
| Finale         | 30 000 $ |        |
| 3e place       | 16 000 $ |        |
| 4e place       | 14 000 $ |        |
| 5e et 6e place | 11 000 $ |        |
| 7e et 8e place | 9 000 $  |        |

Source: (en) Tableaux officiels de la WTA : simple — double — qualifications [PDF].

## Résultats en simple

### Groupe I (Gold)
| # | Vainqueur     | Adversaire    | Score         |
| 1 | Chris Evert   | Mima Jaušovec | 6-0, 6-3      |
| 2 | Rosie Casals  | Virginia Wade | 4-6, 6-4, 6-4 |
| 3 | Rosie Casals  | Mima Jaušovec | 6-4, 6-3      |
| 4 | Virginia Wade | Mima Jaušovec | 6-7, 6-3, 6-4 |
| 5 | Chris Evert   | Rosie Casals  | 6-1, 6-1      |
| 6 | Chris Evert   | Virginia Wade | 6-2, 7-5      |

| # | N° | Joueuse       | Matchs gagnés-perdus | Sets gagnés-perdus |
| 1 |    | Chris Evert   | 3-0                  | 6-0                |
| 2 |    | Rosie Casals  | 2-1                  | 4-3                |
| 3 |    | Virginia Wade | 1-2                  | 3-5                |
| 4 |    | Mima Jaušovec | 0-3                  | 1-6                |

### Groupe II (Orange)
| # | Vainqueur           | Adversaire          | Score     |
| 1 | Martina Navrátilová | Betty Stöve         | 6-0, 6-4  |
| 2 | Sue Barker          | Kristien Shaw       | 6-1, 7-61 |
| 3 | Sue Barker          | Betty Stöve         | 6-0, 6-1  |
| 4 | Martina Navrátilová | Kristien Shaw       | 6-3, 6-1  |
| 5 | Betty Stöve         | Kristien Shaw       | 6-3, 6-4  |
| 6 | Sue Barker          | Martina Navrátilová | 7-5, 6-4  |

| # | N° | Joueuse             | Matchs gagnés-perdus | Sets gagnés-perdus |
| 1 |    | Sue Barker          | 3-0                  | 6-0                |
| 2 |    | Martina Navrátilová | 2-1                  | 4-2                |
| 3 |    | Betty Stöve         | 1-2                  | 2-4                |
| 4 |    | Kristien Shaw       | 0-3                  | 0-6                |

### Tableau final
|  |             |  |   |   |   |
|  | Finale      |  |   |   |   |
|  |             |  |   |   |   |
|  |             |  |   |   |   |
|  | Chris Evert |  | 2 | 6 | 6 |
|  | Chris Evert |  | 2 | 6 | 6 |
|  | Sue Barker  |  | 6 | 1 | 1 |

## Résultats en double
Le tableau du double dames des Masters 1977 est celui du Championnat de double WTA disputé à Tokyo du 4 au 10 avril 1977.